# Cyclecars Vaillant
Cyclecars Vaillant war ein französischer Hersteller von Automobilen.

## Unternehmensgeschichte
Das Unternehmen aus Lyon begann 1922 mit der Produktion von Automobilen. Der Markenname lautete Vaillant. 1924 endete die Produktion.

## Fahrzeuge
Das Unternehmen nannte sein Modell 5 CV ein Cyclecar. Tatsächlich war es aber ein Kleinwagen. Es war mit einem Vierzylinder-Einbaumotor von Chapuis-Dornier ausgestattet, der 961 cm³ Hubraum besaß. Die Motorleistung wurde über eine Kardanwelle an die Hinterachse übertragen. Daneben gab es das Modell 10 CV mit einem Vierzylindermotor von Chapuis-Dornier mit 1350 cm³ Hubraum.